# Charles Pearson (Politiker)

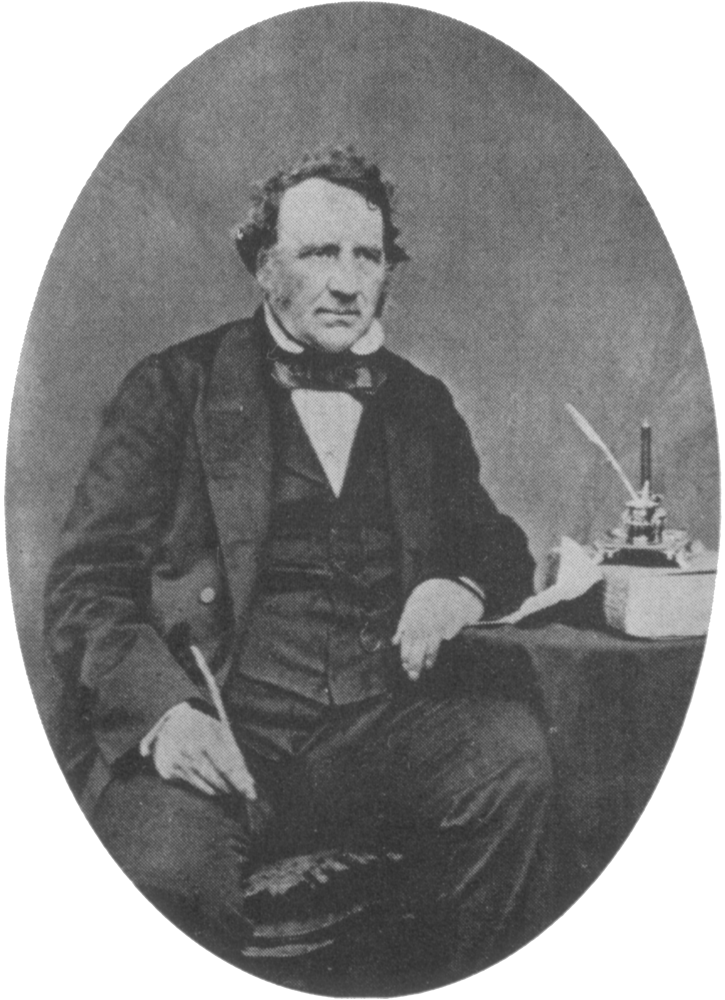
Charles Pearson

Charles Pearson (* 4. Oktober 1793 in der City of London; † 14. September 1862 in Wandsworth) war ein britischer Politiker. Als Mitglied der Liberal Party war er von 1847 bis 1850 Abgeordneter des House of Commons. Weitaus größere Aufmerksamkeit erlangte er außerparlamentarisch als Reformaktivist. Er setzte sich ein gegen Korruption im Rechtswesen, für eine Strafrechtsreform und die Abschaffung der Todesstrafe sowie für das allgemeine Wahlrecht.
Pearson nutzte seine Position als Solicitor (Advokat) der City of London, um Verbesserungen im Verkehrswesen herbeizuführen. Zunächst schlug er einen zentralen Bahnhof für London vor, der von mehreren Bahngesellschaften genutzt werden und Berufspendler in die City bringen sollte. Als dieser Plan scheiterte, nutzte Pearson seinen politischen Einfluss, um das Projekt einer unterirdischen Bahnstrecke voranzubringen, welche die Kopfbahnhöfe der Hauptstadt miteinander verbinden sollte. Die daraus resultierende Metropolitan Railway war die weltweit erste U-Bahn und bildete die Keimzelle des ausgedehnten Netzes der heutigen London Underground.

## Biografie

### Familie
Charles Pearson wurde am 4. Oktober 1793 an der 25 Clement’s Lane in der City of London geboren. Er war der Sohn des Polsterers und Federhändlers Thomas Pearson sowie von Sarah Pearson. Seine Schulbildung erhielt er in einem Internat in Eastbourne, danach war er für kurze Zeit bei seinem Vater als Lehrling angestellt. Er entschied sich jedoch stattdessen, Recht zu studieren und erhielt 1816 die Zulassung als Solicitor. Die Worshipful Company of Haberdashers entband ihn 1817 von seinem Ausbildungsvertrag und er heiratete die Porträtmalerin Mary Martha Dutton. Das Ehepaar hatte ein Kind, eine 1820 geborene Tochter.

### Politische Aktivitäten
Ebenfalls 1817 wurde Pearson zum Ratsherrn (councilman) der City of London Corporation gewählt; als solcher vertrat er den Ward Bishopsgate bis 1820 und ein weiteres Mal von 1830 bis 1836. Ebenfalls stand er von 1831 bis 1833 der städtischen Gesundheitsbehörde vor. 1839 gab er seine Anwaltskanzlei auf und war danach Solicitor der City of London – eine Position, die er bis zu seinem Tod innehatte.
Trotz seiner Herkunft aus gehobenen Verhältnissen und seines von Amtes wegen hohen sozialen Status vertrat Pearson radikalliberale Ansichten. Sein ganzes Leben lang setzte er sich für progressive und reformerische Anliegen ein. Im Zuge der Katholikenemanzipation setzte er durch, dass die Inschrift auf dem Monument in Erinnerung an den Großen Brand von London, der den Katholiken die Schuld an der Katastrophe gab, entfernt wurde. Weitere Verdienste waren die Abschaffung von in korrupter Weise zusammengestellten Geschworenengerichten bei politischen Prozessen und die Wiederzulassung von Juden als Börsenmakler in der City. Pearson befürwortete die Aufhebung des staatskirchlichen Status der Church of England und die Abschaffung der Todesstrafe. Ebenso unterstützte er das allgemeine Wahlrecht und Reformen bei den Parlamentswahlkreisen. Ohne Erfolg versuchte er, die lokalen Monopole der Gaswerke zu brechen, indem das Verteilnetz in den gemeinsamen Besitz der Konsumenten überführt werden sollte.
Pearson gehörte der Liberal Party an und wurde bei der Unterhauswahl 1847 zum Abgeordneten des Wahlkreises Lambeth gewählt. Sein Wahlkampf war vom Wunsch geprägt, im Parlament seine Ansichten über eine Strafrechtsreform zu vertreten. Im August 1850 gab er seinen Unterhaussitz auf, indem er sich zum Steward der Chiltern Hundreds ernennen ließ.

### Kampagne für eine Untergrundbahn
Pearson erkannte die Problematik der zunehmenden Verkehrsstaus in der City und in den rasch wachsenden Vororten. 1845 veröffentlichte er ein Flugblatt und forderte darin den Bau einer unterirdischen Bahnstrecke durch das Fleet-Tal nach Farringdon. Vorgesehen war eine atmosphärische Eisenbahn, bei der Züge mittels Druckluft durch die Tunnel befördert worden wären. Obwohl der Vorschlag verhöhnt wurde und keinerlei Zustimmung fand (aufgrund der Unzulänglichkeit der vorgeschlagenen Technologie wäre das Projekt ohnehin gescheitert), lobbyierte Pearson in den 1840er und 1850er Jahren weiterhin für verschiedene Bahnprojekte.

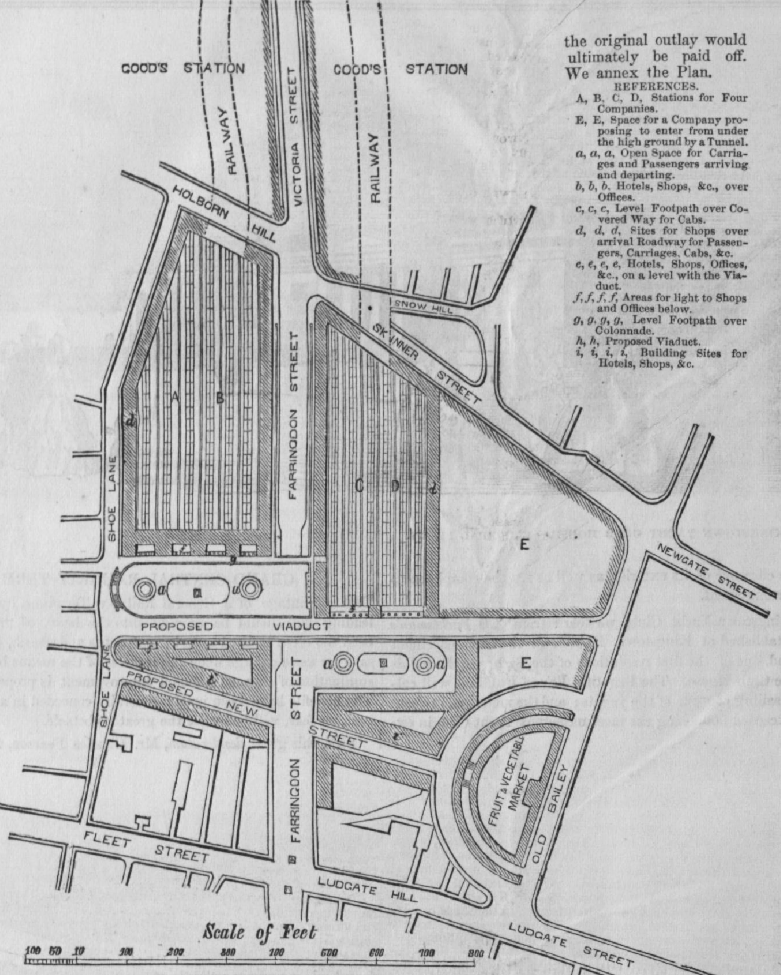
Pearsons Vorschlag für einen zentralen Londoner Hauptbahnhof mit Platz für fünf Bahngesellschaften (mit A, B, C, D, E markiert)

Mit Unterstützung der City of London Corporation schlug Pearson 1846 den Bau eines zentralen Hauptbahnhofs für London im Stadtteil Farringdon vor, wobei die Kosten rund eine Million Pfund betragen hätten. Der Bahnhof, der von mehreren Bahngesellschaften genutzt werden sollte, wäre von Norden her über einen 24 m breiten gedeckten Einschnitt angebunden worden. Pearson verfolgte mit dem Bahnhofprojekt das Ziel, die Lebensbedingungen der Arbeiterschaft zu verbessern, indem es ihnen ermöglicht werden sollte, außerhalb der Stadt günstige Häuser zu bauen und ihre Arbeitsstätten zu verbilligten Tarifen mit der Bahn zu erreichen. Die 1846 eingesetzte königliche Kommission für großstädtische Endbahnhöfe wies den Vorschlag zurück, da sie das zentrale urbane Gebiet von Bahnanlagen freihalten wollte.
1854 wurde eine weitere königliche Kommission eingesetzt, um zahlreiche neue Vorschläge für Eisenbahnen in London zu prüfen. Pearson reichte einen Vorschlag für eine Bahn zwischen den Kopfbahnhöfen ein und präsentierte dazu als Beleg die Ergebnisse der ersten in London durchgeführten Verkehrszählung. Diese wies den hohen Grad der Verkehrsstaus nach, die durch eine Vielzahl von Fuhrwerken, Droschken und Pferdeomnibusse verursacht wurden. Pearson kommentierte dazu:
„Die Überfüllung der Stadt wird erstens durch die natürliche Zunahme der Bevölkerung und des Gebiets des umliegenden Bezirks verursacht, zweitens durch den Zustrom von Fahrgästen aus der Provinz über die großen Bahnen nördlich von London, und durch die in den Straßen wahrgenommene Behinderung durch Omnibusse und Droschken von ihren entfernten Bahnhöfen, um die Reisenden aus der Provinz aus dem und in das Herz der Stadt zu bringen. Als Nächstes deute ich auf die Zunahme von dem hin, was ich als wandernde Bevölkerung bezeichne: Die Stadtbevölkerung, die  nun zwischen dem Land und der Stadt pendelt, die jeden Nachmittag die City of London verlässt und jeden Morgen zurückkehrt.“
Viele der vorgeschlagenen Projekte wurden zurückgewiesen, doch die Kommission empfahl den Bau einer Bahn, welche die Kopfbahnhöfe mit den Docks und dem General Post Office verbindet. Ein privat eingereichter Gesetzesvorschlag für die Metropolitan Railway zwischen Paddington und Farringdon erlangte am 7. August 1854 nach parlamentarischer Beratung Rechtskraft. Obwohl Pearson weder ein Direktionsmitglied noch ein bedeutender Aktionär der Metropolitan Railway war, setzte er sich in den darauf folgenden Jahren unermüdlich für das Gelingen des Projekts ein. Durch seinen Einfluss gelang es, das für den Bahnbau benötigte Kapital von einer Million Pfund zu beschaffen. Pearson veröffentlichte ein Flugblatt, worin er für Investitionen warb; er überredete sogar die City of London dazu, sich zu beteiligen.

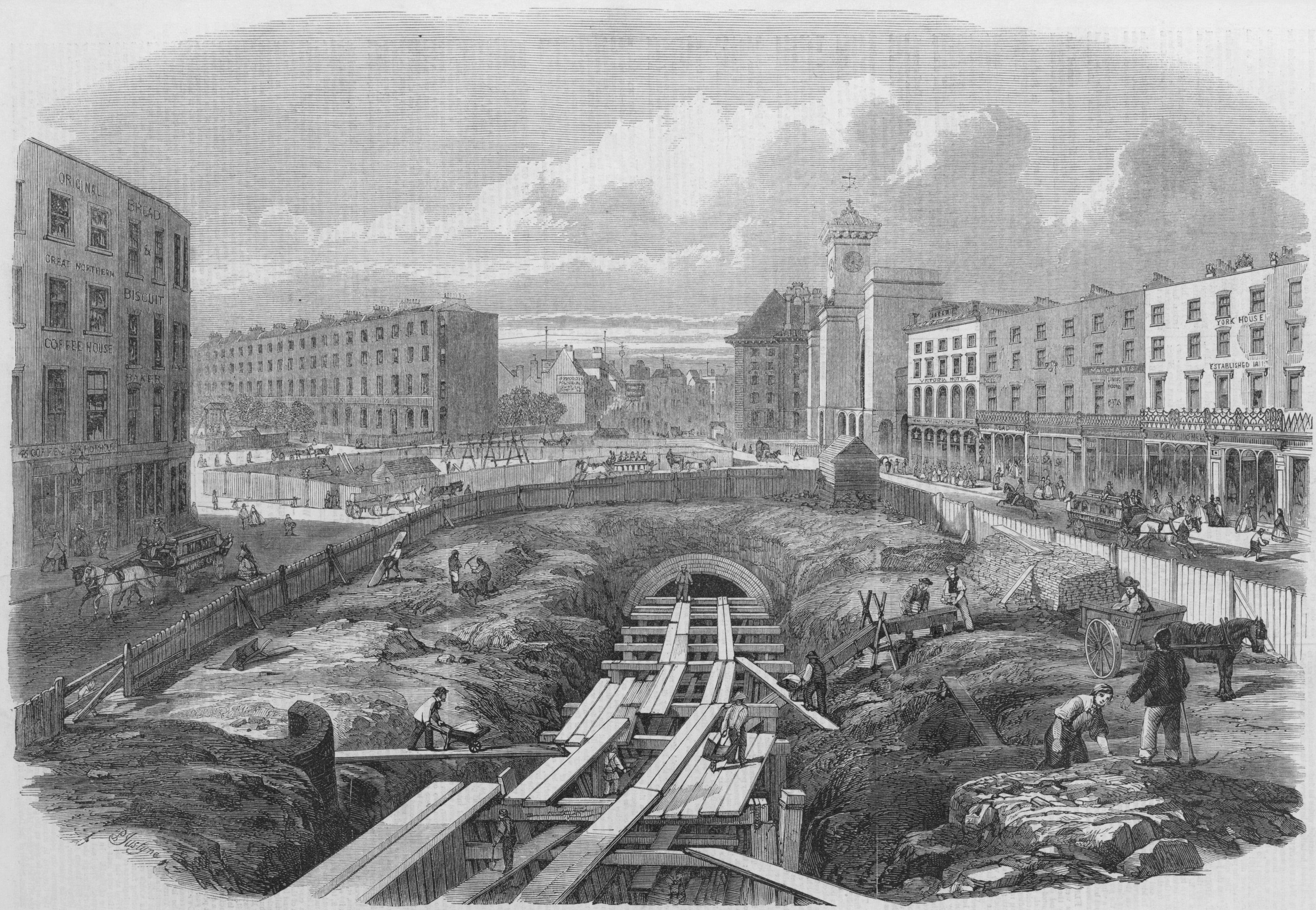
Baustelle der Metropolitan Railway bei King’s Cross (1861)

1860 waren die Finanzierung gesichert und die genaue Streckenführung festgelegt, woraufhin die Bauarbeiten begannen. Pearson starb am 14. September 1862 an einem Ödem. Somit erlebte er nicht mehr die Eröffnung der Metropolitan Railway am 10. Januar 1863, zu deren Verwirklichung er maßgeblich beigetragen hatte. Er hatte eine Belohnung durch die dankbare Bahngesellschaft stets abgelehnt, doch kurz nach der Eröffnung erhielt die Witwe eine jährliche Rente von 250 Pfund zugesprochen.
Der Autor Christian Wolmar betrachtet Pearson als jene Person, die am ehesten dafür in Frage komme, als erste den Bau einer unterirdischen Bahn vorgeschlagen zu haben, um mit Londons Verkehrsproblemen fertig zu werden. Michael Robbins hält fest, dass die Metropolitan Railway, die erste U-Bahn der Welt, „ohne Pearsons andauernden, bisweilen lästigen Einsatz“ in dieser Form wohl gar nie entstanden wäre.